# Leptotes pirithous
Leptotes pirithous es un lepidóptero ropalócero de la familia Lycaenidae.

## Distribución
Se extiende por el norte de África, sur y centro de Europa y Oriente Medio hasta India. En el centro de Europa y zonas frías es migratoria. Muchos de los ejemplares que se encuentran en Europa y España provienen de ejemplares migradores africanos. Se puede encontrar en Asturias.

## Descripción

### Imago
Envergadura alar de entre 21 y 30 mm. Similar a Lampides boeticus, pero generalmente más pequeña y sin la franja blanca postdiscal al dorso de las alas. Como muchos licénidos, esta especie presenta dimorfismo sexual: anverso azul en los machos y más tonos marrones en las hembras. Reverso de las alas posteriores acabadas en dos ocelos y una cola en cada ala.

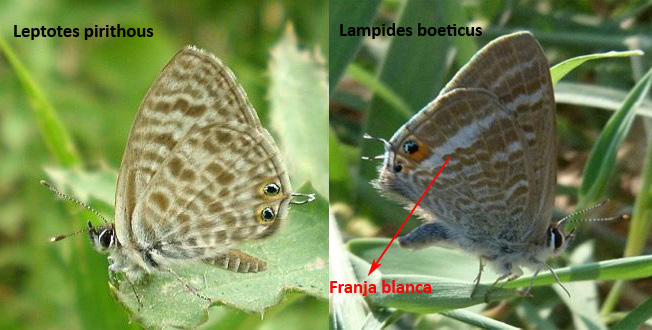
Comparativa entre Leptotes pirithous y Lampides boeticus (Tàrrega, Lérida)

### Oruga
Robusta; su cuerpo se allana a cada segmento abdominal. Recubierta de una fina pilosidad corta que brilla con la luz.
Puede ser de varias coloraciones (polimórfica), normalmente verde clara, rocío o ambas cosas a la vez. 

## Hábitat
Hábitat variado, normalmente herbazales cálidos y secos, umbrales de caminos. La oruga se alimenta de varios géneros y especies de Fabaceae, Lythraceae, Plumbaginaceae, Rosaceae y Ericaceae como Plumbago capensis, Indigofera, Rynchosia, Vigna, Burkea, Mundulea, Melilotus, Crataegus, Quercus suber, Medicago sativa, Trifolium alexandrium, Arachis hypogaea, Lythrum, Genista, Dorycnium, Lythrum salicaria, Calluna vulgaris, Onobrychis viciifolia, Ulex, Melilotus.

## Período de vuelo
Allá donde reside es polivoltina, volando desde febrero hasta noviembre. No se sabe con certeza si en su ciclo hay diapausa; en cautividad no se lo ha conseguido inducir.